# Un toc de rosa
Un toc de rosa (títol original: Touch of Pink) és una pel·lícula britànico-canadenca d'Ian Iqbal Rashid, estrenada l'any 2004. Ha estat doblada al català.
Es mostren diversos films de Cary Grant, imitats o recordats al fil de les aparicions del personatge de l'esperit encarnat per Kyle MacLachlan. El títol del film, Touch of Pink és un homenatge al film That Touch of Mink (That Touch of Mink) amb Grant.

## Argument
A Londres, Alim i Giles viuen tranquil·lament la seva relació amorosa, tot i que des de jove Alim es suporta en un amic imaginari: Cary Grant els films i les reflexions del qual li serveixen de model i de recursos en les situacions difícils.
Tanmateix, Nuru, la mare d'Alim, està gelosa del casament que la seva germana i el seu cunyat preparen per al casament del seu fill. Decideix de trobar una promesa pel seu fill i venir a Londres. Alim i Giles tracten d'aparentar ser simples llogaters, mentre que Nuru es descoratja.

## Repartiment
- Jimi Mistry: Alim
- Kyle MacLachlan: l'esperit de Cary Grant
- Sue Mathew: Nuru, la mare d'Alim
- Kristen Holden-Ried: Giles
- Brian George: Hassan
- Veena Sood: Dolly
- Raoul Bhaneja: Khaled
- Liisa Repo-Martell: Delia

## Crítica
"Discorre pels amables motlles de la comèdia heterosexual a l'ús (...) llueix una certa desimboltura